# General armade (SFRJ)
General armade (srbohrvaško: General armije) je bil generalski vojaški čin Jugoslovanske ljudske armade, ki je bil v uporabi v Kopenski vojski in Jugoslovanskem vojnem letalstvu. Imeli so ga samo štirje generali JLA, z izjemo Rukavine samo obrambni ministri (državni oz. zvezni sekretarji za ljudsko obrambo): Ivan Gošnjak, Nikola Ljubičić, Ivan Rukavina in nazadnje še Veljko Kadijević.   
V Jugoslovanski vojni mornarici mu je ustrezal čin admirala flote, v trenutni Natovi shemi činov (STANAG 2116) ustreza razredu OF-10, medtem ko Slovenska vojska nima ustrezno visokega čina.